# 火薬類保安手帳
火薬類保安手帳（かやくるいほあんてちょう）とは甲種または乙種火薬類取扱保安責任者が実務を行う際に携帯することが義務付けられている手帳のことである。都道府県火薬類保安協会が交付しており、表紙のビニールカバーが黒色で「火薬類保安手帳」と「社団法人全国火薬類保安協会」の文字が金色で表記されている。俗に黒手帳（くろてちょう）と呼ばれることもある。中には所持者の顔写真が貼られており、所有免状の種類や保安講習の受講記録などを記載するようになっている。

## 手帳制度の概要
火薬類を取り扱うには絶対的な前提条件として甲種または乙種火薬類取扱保安責任者の免状または発破技士の免許が必要であるが、実際にはそれだけでは実務に従事することはできない。 
実務に従事する（火薬庫や消費現場の保安責任者を務める・消費現場で発破を行う等）には全国火薬類保安協会（実際は各都道府県の火薬類保安協会）の実施する講習を受講しなければならず、この講習を受講して修了したことを証明する物が火薬類保安手帳である。甲種または乙種火薬類取扱保安責任者の免状または発破技士の免許は一度取得すれば（不正行為や欠格事由該当で取り消し処分を受けない限りは）終身有効であるが、手帳は2年に一回ごとに「保安講習」を受講しなければならず、「保安講習」を受講しなかった場合は手帳は失効するため実務に従事できなくなる。
ただし、前述の通り保安責任者免状・発破技士免許は終身有効であるため、手帳が失効しても再取得のための講習を受講すれば再び手帳を取得することが可能である。

「保安講習会」は同じ都道府県内で会場を変えて年に数回実施される。「火薬類保安手帳」所持者に対してその年の受講案内が各都道府県の火薬類保安協会から事前に届く。
講習は「保安管理技術」「関係法令」と発生した「事故例」等について午後の半日間行われる。
また火薬類保安手帳は10年で更新しなければならない。この更新交付は手帳交付から5回目の保安講習会受講後に案内される「更新交付申請」に従って申請する必要がある。